# Samuel Kreis
Samuel «Sämi» Kreis (* 4. April 1994 in Egnach) ist ein Schweizer Eishockeyspieler, der seit Juli 2023 erneut beim SC Bern aus der Schweizer National League unter Vertrag steht und dort auf der Position des Verteidigers spielt.

## Karriere
Samuel Kreis begann seine Karriere als Eishockeyspieler in der Jugend des SC Bern, für dessen Profimannschaft er in der Saison 2012/13 sein Debüt in der National League A (NLA) gab. Im Verlauf der Saison kam er in insgesamt 15 Spielen zum Einsatz. Ende Januar 2017 wurde er vorübergehend an den NLB-Klub EHC Olten verliehen. Auf die folgende Saison wechselte er vom SCB zum Kantonsrivalen EHC Biel.
Zur Spielzeit 2021/22 wurde er vom EV Zug unter Vertrag genommen, bei dem er einen Zweijahresvertrag unterzeichnete. Zur Saison 2023/24 kehrte der Verteidiger zum SC Bern zurück.

### International
Für die Schweiz nahm Kreis an der U18-Junioren-Weltmeisterschaft 2011 und 2012 teil, wobei er beim Turnier 2012 als Mannschaftskapitän agierte. Ebenso kam er bei der U20-Junioren-Weltmeisterschaft 2014 zu Einsätzen. Am 22. Januar 2015 wurde Samuel Kreis zum ersten Mal von Nationaltrainer Glen Hanlon für die A-Nationalmannschaft aufgeboten.

## Erfolge und Auszeichnungen
| - 2011 Schweizer U17-Juniorenmeister mit dem SC Bern - 2013 Schweizer Meister mit dem SC Bern - 2014 Schweizer U20-Juniorenmeister mit dem SC Bern - 2015 Schweizer Cupsieger mit dem SC Bern | - 2016 Schweizer Meister mit dem SC Bern - 2017 Schweizer Meister mit dem SC Bern - 2022 Schweizer Meister mit dem EV Zug |

### International
- 2011 Bronzemedaille beim Europäischen Olympischen Winter-Jugendfestival

## Karrierestatistik
Stand: Ende der Saison 2024/25

### International
Vertrat die Schweiz bei:
| - Europäisches Olympisches Winter-Jugendfestival 2011 - U18-Junioren-Weltmeisterschaft 2011 - Ivan Hlinka Memorial Tournament 2011 | - U18-Junioren-Weltmeisterschaft 2012 - U20-Junioren-Weltmeisterschaft 2014 |

(Legende zur Spielerstatistik: Sp oder GP = absolvierte Spiele; T oder G = erzielte Tore; V oder A = erzielte Assists; Pkt oder Pts = erzielte Scorerpunkte; SM oder PIM = erhaltene Strafminuten; +/− = Plus/Minus-Bilanz; PP = erzielte Überzahltore; SH = erzielte Unterzahltore; GW = erzielte Siegtore; 1 Play-downs/Relegation; Kursiv: Statistik nicht vollständig)